# 托马什·斯塔涅克
托马什·斯塔涅克（捷克語：Tomáš Staněk，1991年6月13日—）是一名专长于铅球的捷克田径运动员。他代表他的国家参加2017年世界田径锦标赛，结果以21米41获得第四名。他也参加了2017年欧洲室内田径锦标赛，结果赢得银牌。